# ثقافة إسبانية

النبيل الواضع يده علي صدره

ترجع أصول الثقافة الإسبانية إلى التأثيرات التي تركتها الشعوب المختلفة التي مرت على شبه الجزيرة على مر القرون، وأيضاً أثرت على تاريخها. ساهمت التضاريس الجبلية في شبه الجزيرة والبحار المحيطة بها بشكل كبير في تشكيل الثقافة الحالية. وعلى الرغم من وجود تراث ثقافي مشترك لجميع الأسبان، إلا أن الاستقلالية الجغرافية الملحوظة لكل منطقة أدت إلى وجود فعاليات ثقافية متعددة بها. وقد أثرت تلك الفعاليات على جميع المجالات مثل: الفن والترجمة والأدب واللغات واللهجات والموسيقى وفنون الطهو.

## اللغات
يتكلم الأغلبية العظمى من الإسبانيين اللغة القشتالية أو الإسبانية، رغم أن العديد منهم لا يعتبرونها لغتهم الأم، حيث يوجد في الأقاليم المختلفة لغات أخرى مستخدمة، لا تقل أهمية عن القشتالية أو الإسبانية، ومن أهمها الكتلانية، الفالنسية، الجاليكية، البشكنشية، الآرانية، والأراغونية. حيث تحتل إسبانيا المرتبة الثالثة بعد كولومبيا، المكسيك، والولايات المتحدة الأمريكية من حيث عدد الأشخاص الذين يتحدثون الإسبانية.
بعض هذه اللغات وخاصة الكتلانية والباسكية حظيت بمكانة رفيعة ومتطورة في مجال النشر وإصدار الصحف اليومية وغيرها من المنشورات الدورية المختلفة، ومن الجدير بالذكر أنه خلال العشر سنوات السابقة قامت الحكومات المحلية بمحاولة إدخال بعض هذه اللغات قليلة الاستخدام في مجال التعليم، وتعظيم أهمية استعمالها في الحياه اليومية، حيث أظهرت نتائج إحدى الإستفتاء عام 2005 أن الإسبانية أوالقشتالية تعتبراللغة الأم عند 89% من سكان إسبانيا، والكتالانية عند 9%، والجاليكية عند 5%، والباسكية عند 1%، ويعتبر 3% الباقية لغتهم الأم واحدة من اللغات الأجنبية غيرالإسبانية.
و من الاختلافات شديدة الوضوح في اللغة الإسبانية هي المخارج الصوتية لبعض الحروف عند النطق بها، كما الحال في حرف (z) أو (c)، حيث يكون صوته كصوت حرف الـ (س) في اللغة العربية، وهذا متداول في مناطق الجنوب، أو كصوت حرف الـ (ث) في اللغة العربية وهذا رائج في معظم مناطق إسبانيا الأخرى.

## المناخ والجغرافيا
ساعدت المظاهر والحوادث الطبيعية على توحيد إسبانيا جغرافياً وفي تجميع ثقافة هذا البلد، ففي شمال البلاد سهلت الطبيعة والتضاريس الجبلية الحفاظ على اللغة والعادات والتقاليد في هذه المناطق. وأيضا ولكونها شبه جزيرة، ومحاطة بالمياه، كانت بعض المناطق متأثرة بالعادات والتقاليد البحرية المتزمته، وكانت المناطق الداخلية الواقعة على ميناء نهري متأثرة بهذه التقاليد، كما كان الحال في إشبيلية، أما في وقتنا الحالي وبفضل سهولة النقل الجوي الذي زاد من عملية استضافة السياح من مختلف بقاع الأرض لشواطئ البحر الأبيض المتوسط.
أما شواطئ المنطقة الشبه استوائية والتي تضم جزر الكناري، تمتاز بتنوع المناخ حيث أنه في أشباه الجزر الداخلية يكون المناخ قاري معتدل يتميز بصيف حار وشتاء بارد، أما المناطق الساحلية يكون المناخ أكثر اعتدالاً، وأدى التعاقب المستمر لفصل الصيف الحار الجاف إلى نشوء ثقافة تعتمد على قضاء وقت ليس بقليل في الهواء الطلق، ونرى الممارسات الشعبية والثقافية في الساحات والأماكن العامة المكشوفة، حيث يقوم الناس بالتعارف والتحدث وقضاء بعض الوقت، ولا ننسى المهرجانات التي تعتبر مظهراً مهماً من مظاهر الثقافة والتواصل الاجتماعي، وتبدأ مع حلول الربيع الاحتفالات في المدن المختلفة في جميع أنحاء البلاد، وغالباً كما ذكرت سابقاً ما تكون في الهواء الطلق.

## العادات والتقاليد
القيلولة هي واحدة من العادات التي تكون في حالة من الأنخفاض، وخاصة في المدن.الإيقاع الطبيعي لليوم في إسبانيا عادةً ما يستمر مُقسم إلى فترتين، صباحية ومسائية، مع فاصل من 2-3 ساعات خلال وقت الوجبة. ويُقال أن السير في نهاية فترة ما بعد الظهر هو العُرف لدى أسبانيا على نطاق واسع في العديد من الأماكن.

## اللغات
اللغة القشتالية أو الإسبانية هي اللغة اللتي يتحدثها أغلب الاسبان، ومع ذلك فليسوا كلهم يتخذونها كلغة أم. في الواقع، هناك أيضاً لغات أخرى ذات أهمية إقليمية كبرى مثل: اللغة الكتالانية بشكل رئيسي والجاليكية ولغة الباسك ولغات أخرى مثل: الآرانية والليونية والأراجونية والليونيةالأستورية أو البابلية.
بعض هذه اللغات وخصوصاً الكتالانية والباسكية والجاليكية يستخدموا في مجال التحرير، حيث انها تستخدم في الصحف اليومية وبعض المنشورات الصحفية الأخرى، وفي العقود الأخيرة، فإن المسؤولين المحليين يحاولون تعزيز التعلم واستخدام لغة الأقليات.

## اقتصاد إسبانيا

### الصورة الإقتصادية في إسبانيا
خلال عقود قليلة، لم يعد اعتماد إسبانيا الأساسي في اقتصادها على الزراعة

## فن الطهي

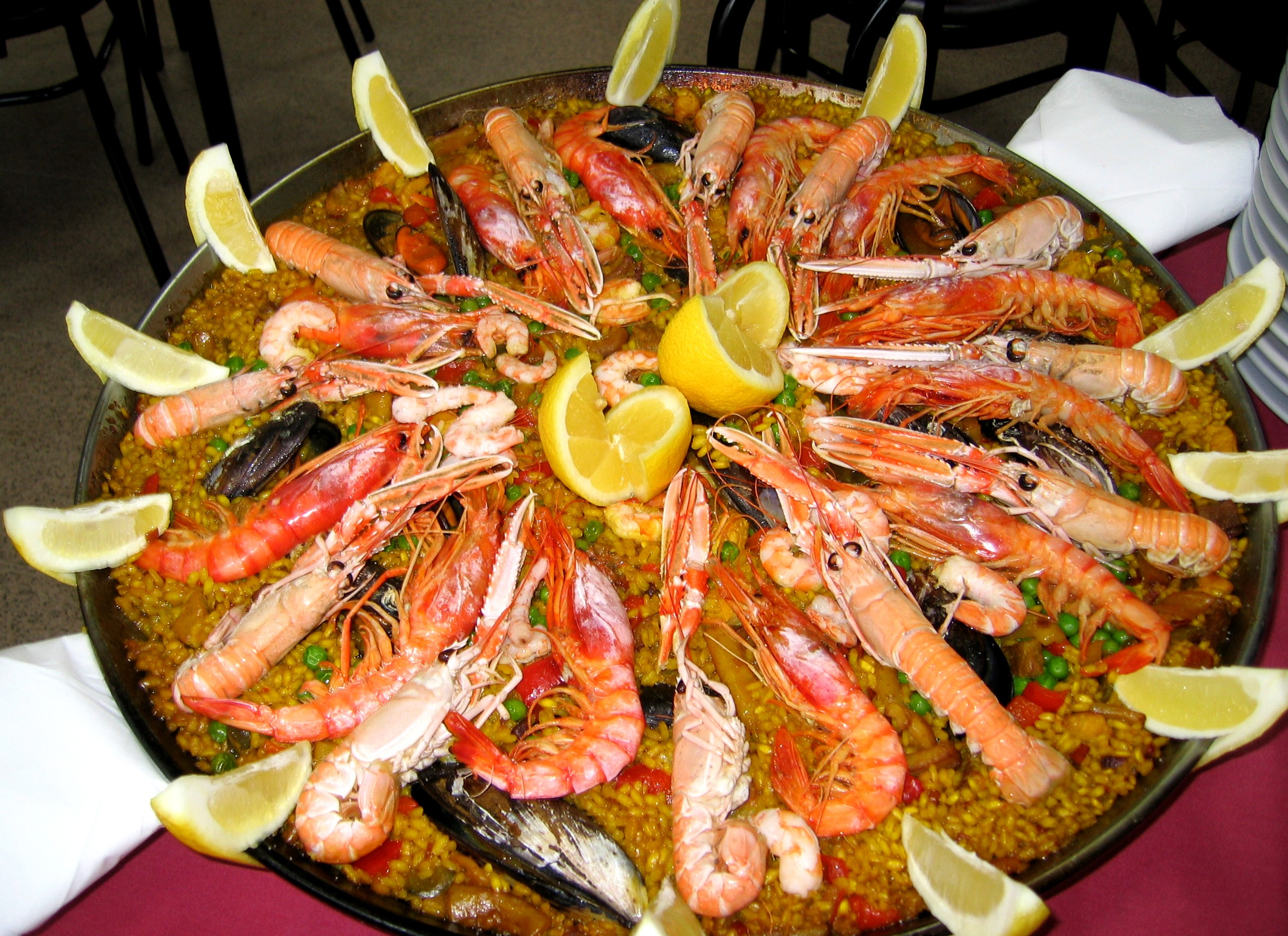
بايـيا/أو البقايا (اكلة إسبانية مشهورة)

إنه من الصعب تلخيص ذلك التراث الخاص بفن الطهي في إسبانيا في بضعة سطور فقط. لقد أثرت الثقافة الإسبانية وأيضاً المناخ بشكل كبير في فن الطهي حيث أنه خلق وصفات وأساليب متعددة فيه. ولقد وضعت الحضارات التي مرت على شبه الجزيرة بصمتها في فن الطهى وأثرت عليه بشكل كبير، والتي لا يزال تأثيرها قائم حتي يومنا هذا. ويرجع جزء من هذا التاثير في فن الطهي إلى التقاليد المورسكية واليهودية.
يعد السمك جزء مهم في النظام الغذائي الإسباني. وهناك العديد من المناطق البعيدة من الساحل أيضاً تمتلك تموين يومي من السمك، مما يجعله من الممكن إعداد أطباق ذات مذاق جيد منه. وهناك أيضاً اللحم ولكنه ينتشر بنسبة أكبر في الداخل من انتشاره بالخارج على السواحل، فبالسواحل تنتشر الثروة السمكية بنسبة أعلى. ولا يمكن التجافي عن ذكر زيت الزيتون الذي هو من التقاليد القديمة المستخدمة في المطبخ الخاص بالبحر الأبيض المتوسط منذ القدم.

## الأزياء
خلال العصر الذهبي الإسباني (القرن السادس عشر السابع عشر) كانت الأزياء والتصاميم الإسبانية هي السائده في أوروبا، مثل البدلات الرسمية الغامقة وغالباً ما تكون سوداء اللون مع بعض التفاصيل الصغيره بالألوان أو السلاسل الذهبية، حيث كانت هذه التصاميم منتشرة على نطاق واسع في فرنسا وهولندا وفنلندا.
مع مرور الوقت وتطور مظاهر الحياه قامت بعض المناطق والأحياء الإسبانية بتطوير نمط خاص بالأزياء، حيث كانت البدلات الرسمية معبّرة لأبعد الحدود وخاصة بعد أن صارت ملونة، لامعة ومفعمة بالحيوية وخاصة تلك التي يرتدونها في الاحتفالات والمهرجانات الشعبية، ولكن بدأت هذه العادات بالتلاشي مع مرور الوقت مع بعض، والاستثناءات هي التي بقيت راسخة حتى وقتنا هذا.
في منطقة (اكستريمادورا) وبعض أحياء قشتالية، كانت الأزياء والتصاميم المتعلقة بالملابس الرسمية صارمة نسبياً، حيت بدت بدائية خالية من الألوان أو أي إضافات أخرى، بعكس الأزياء الأندلسية التي كانت متميزة بالتصاميم النادرة المبتكرة والألوان المبهجة وخاصة عندما يتعلق التصميم بحضور مهرجان أو مناسبة شعبية مهمة حيث يبدأ الإبداع اللانهائي.